# Rinorea cinerea
Rinorea cinerea är en violväxtart. Rinorea cinerea ingår i släktet Rinorea och familjen violväxter.

## Underarter
Arten delas in i följande underarter:
- R. c. cinerea
- R. c. mahayarii